# St. Ludwig (Celle)

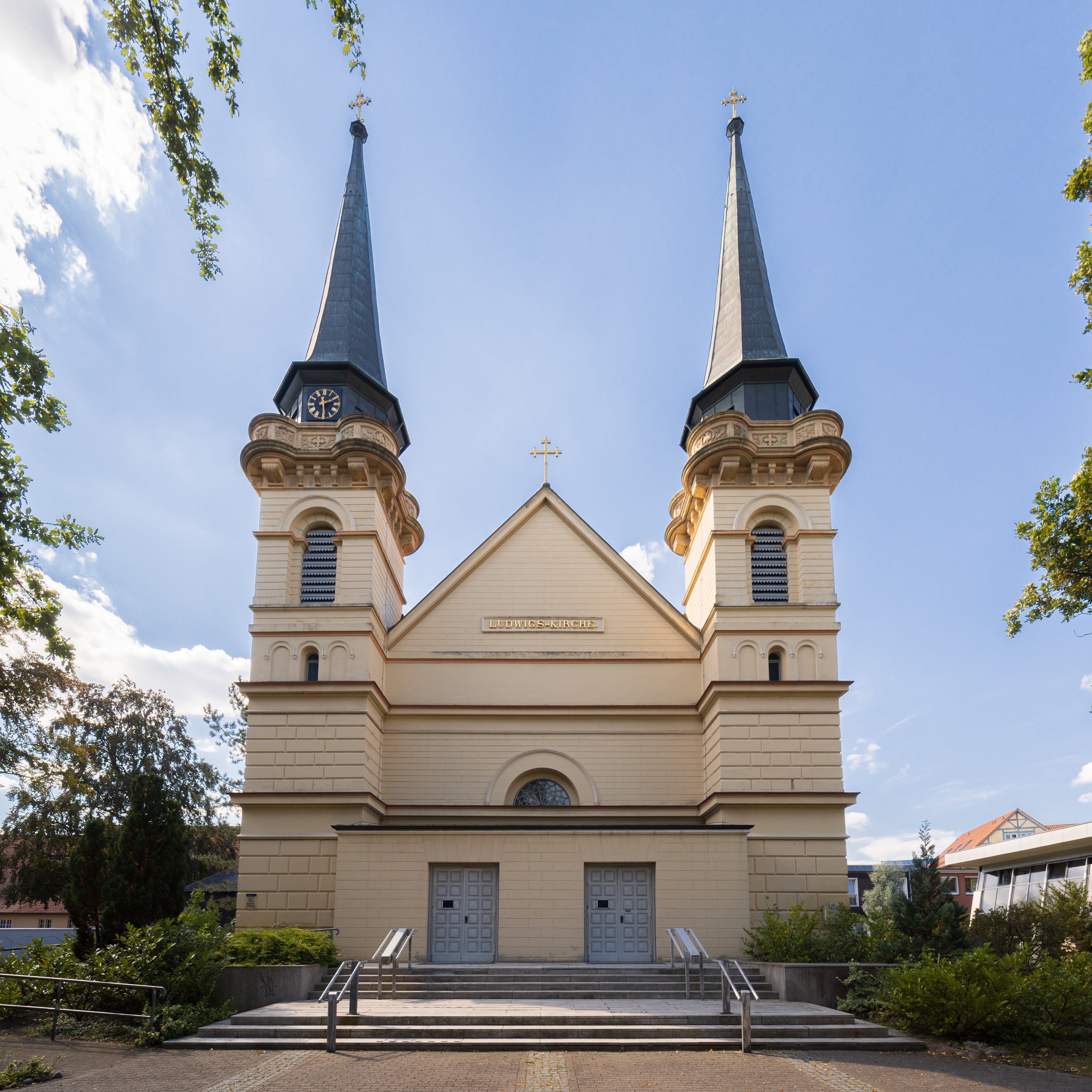
Pfarrkirche St. Ludwig in Celle

St. Ludwig ist die katholische Pfarrkirche in  Celle, einer Kreisstadt in Niedersachsen. Sie steht am Westrand der Innenstadt, außerhalb der historischen Altstadt (Julius-von-der-Wall-Straße 1). Die Zentralachse des Französischen Gartens läuft direkt auf die breite Turmfront der Kirche zu. Ihre Pfarrgemeinde gehört zum Dekanat Celle des Bistums Hildesheim.

## Geschichte

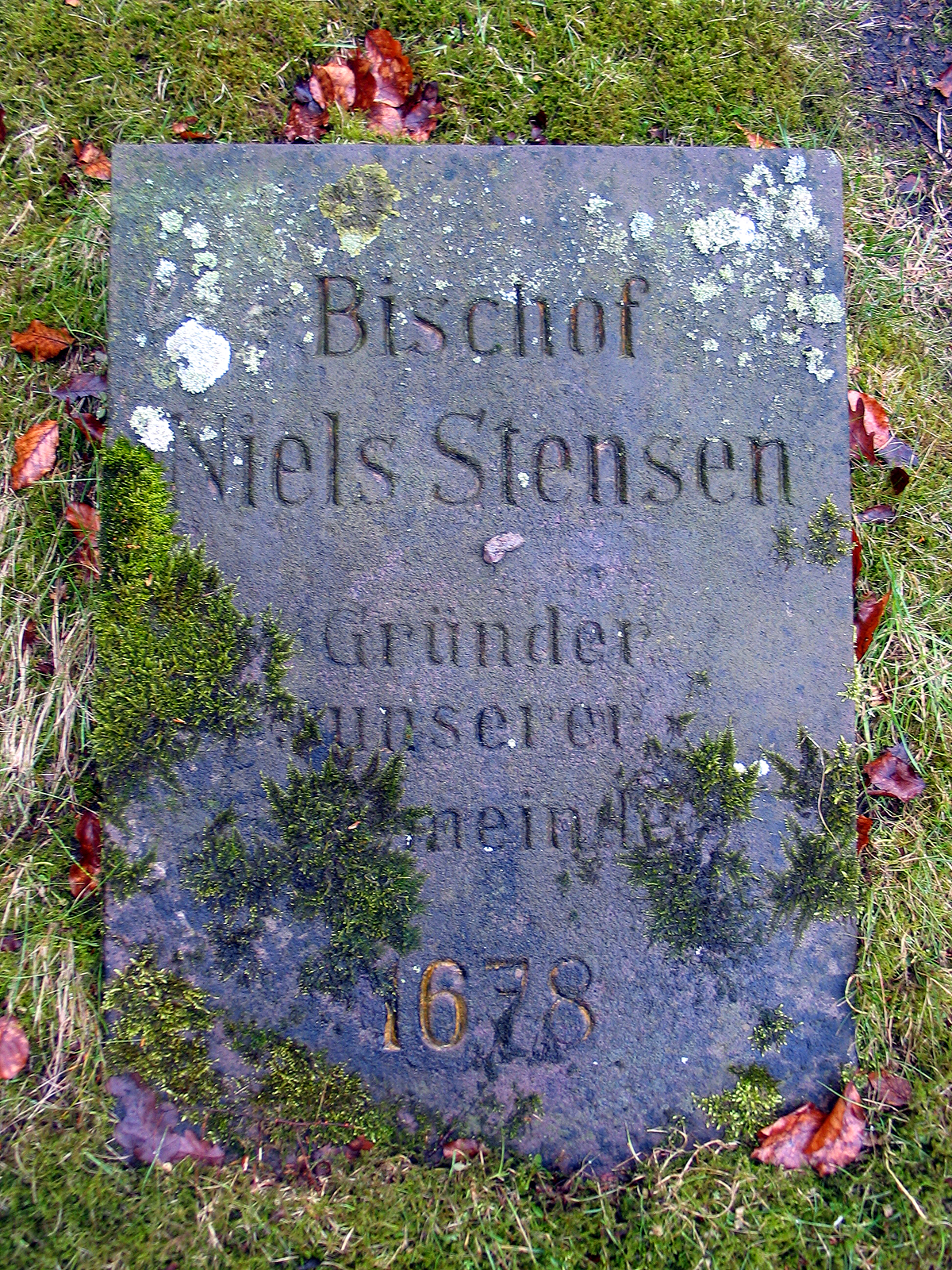
Denkstein auf dem Kirchhof für „Bischof Niels Stensen, Gründer unserer Gemeinde 1678“

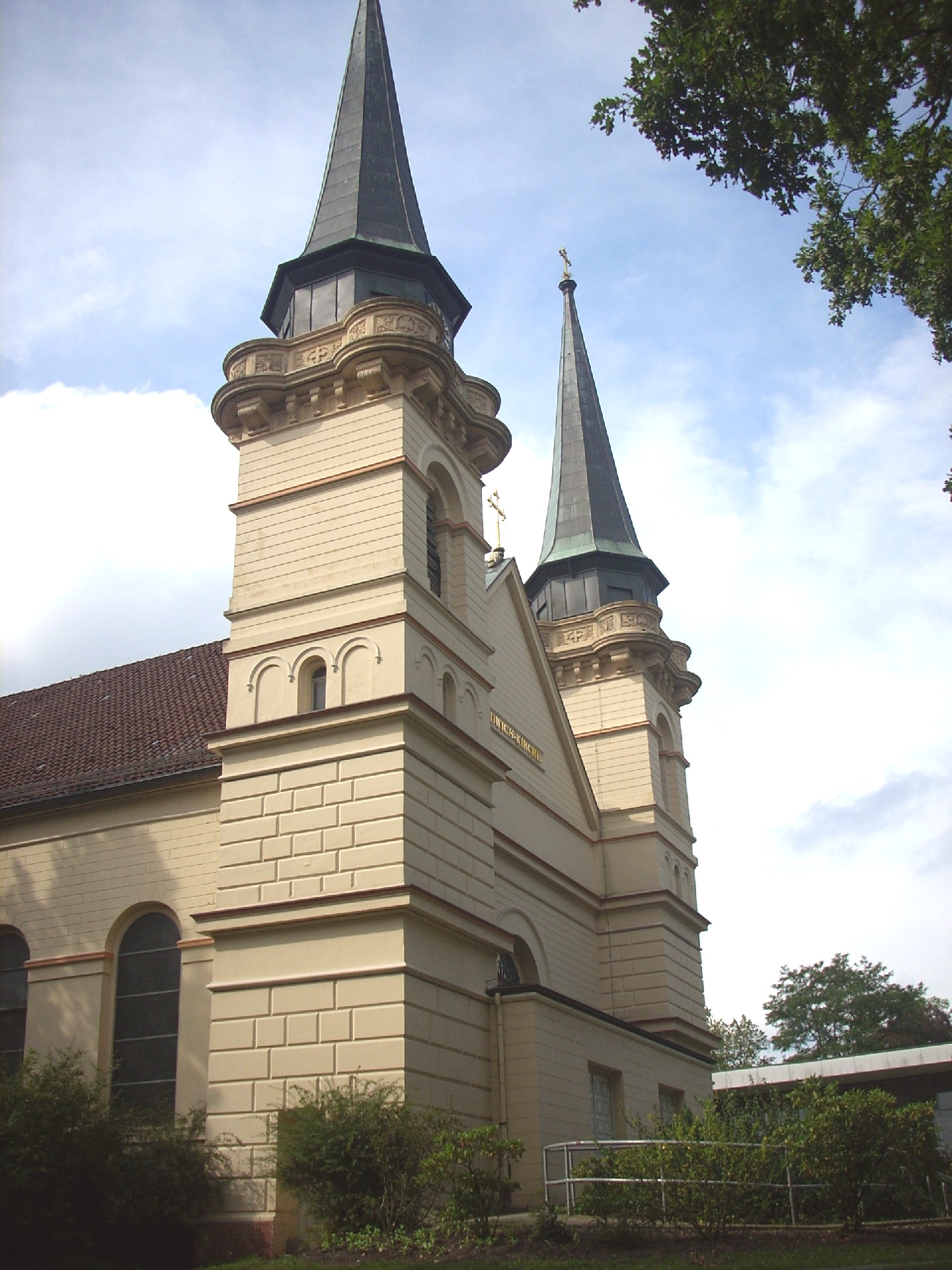
Turmfront von SO

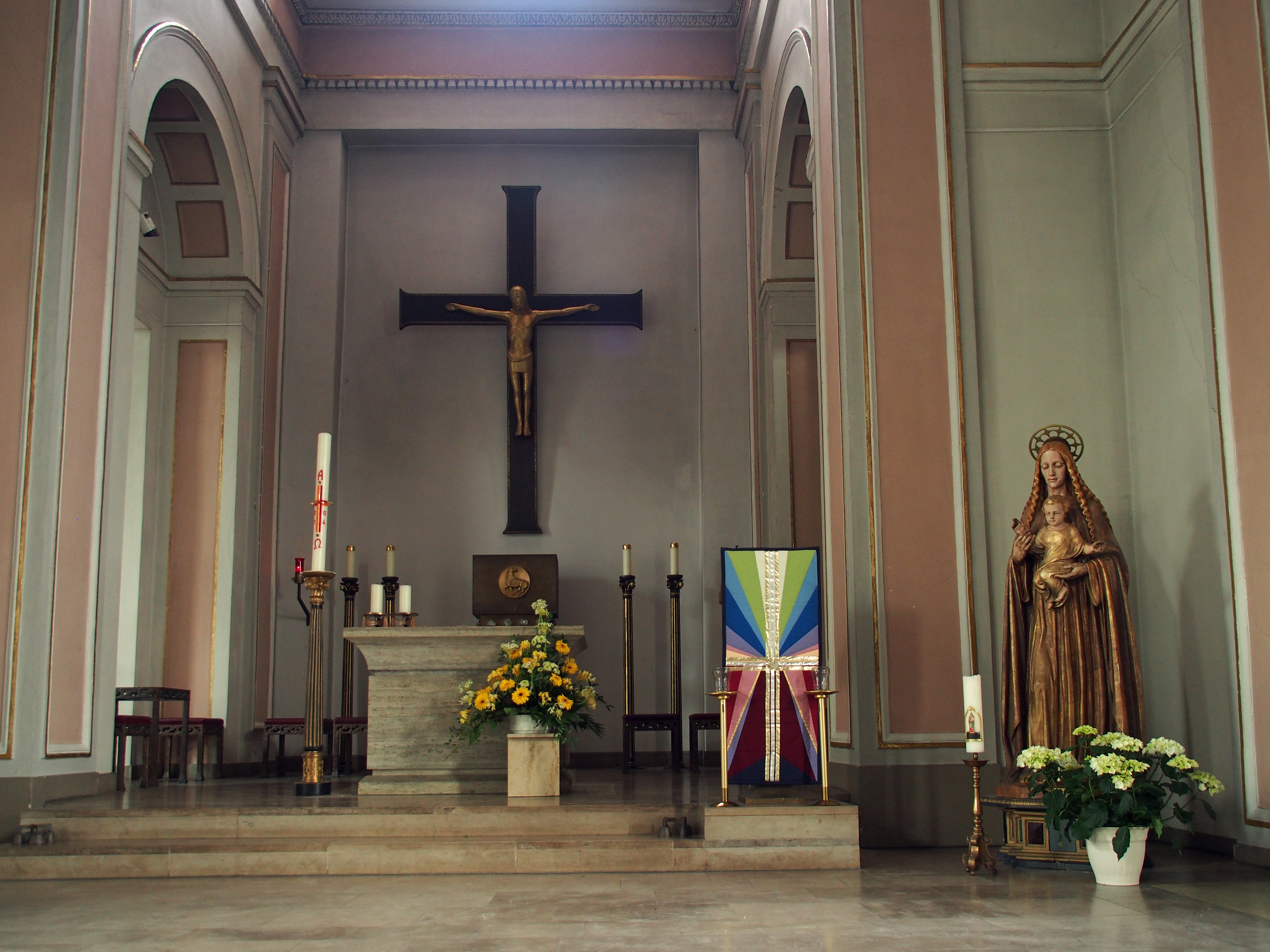
Altar

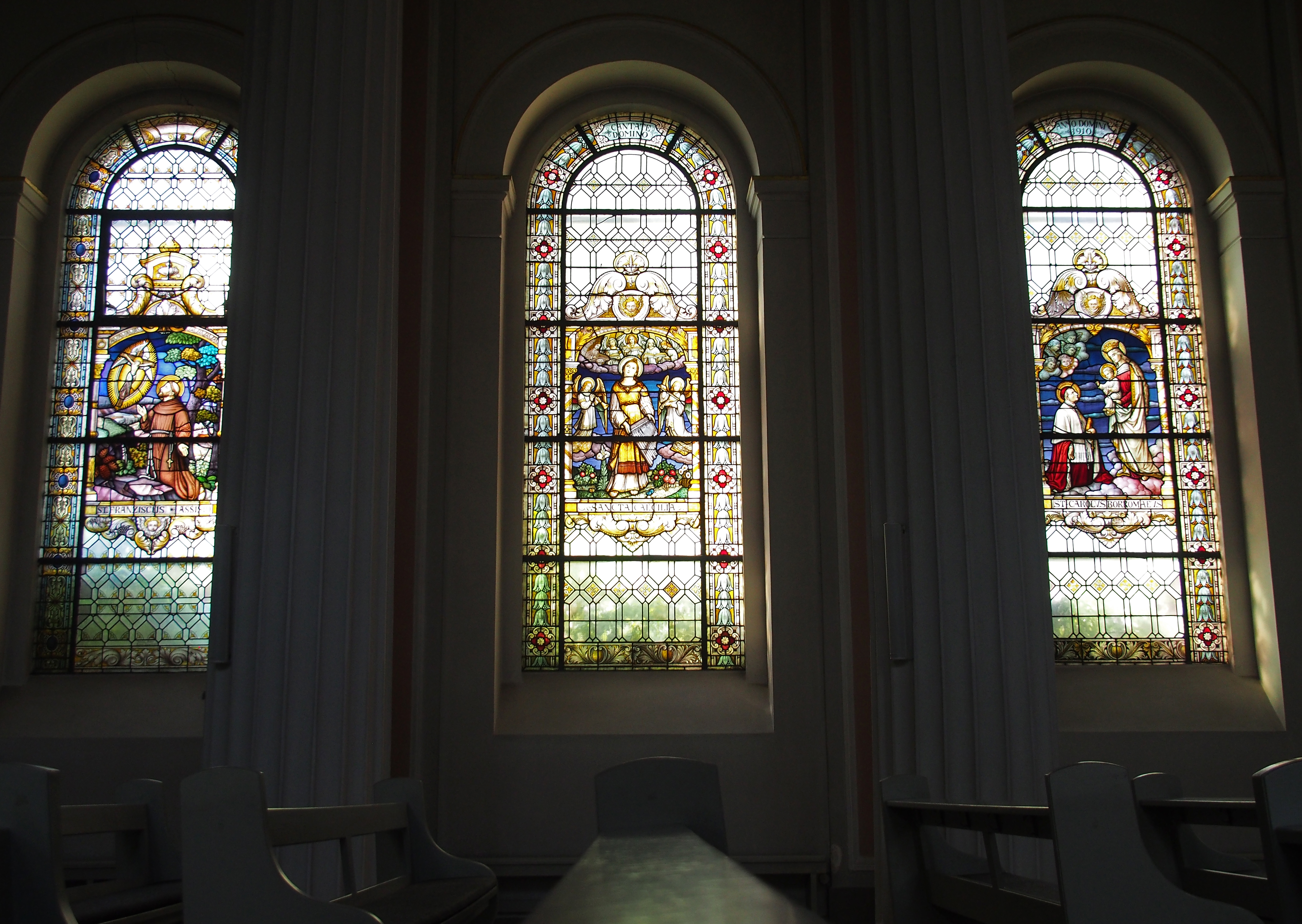
Bleiglasfenster

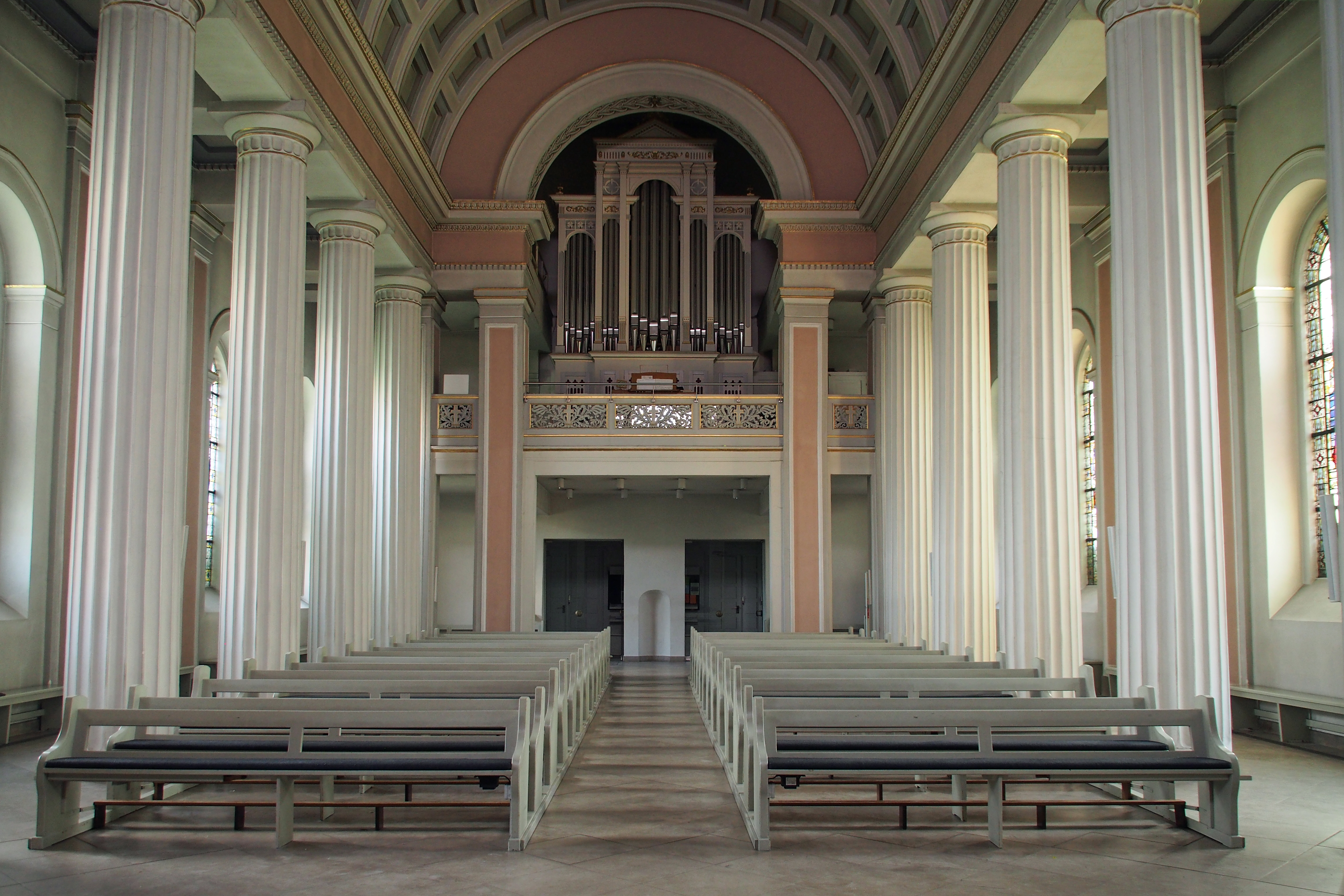
Innenraum, zwei Reihen dorische Säulen tragen kassierte Halbtonnendecke

Seit der Reformation gab es in Celle nur vereinzelte Katholiken, zumeist Ausländer im diplomatischen Dienst oder in Hofämtern. Niels Stensen veranlasste 1678 die Bestellung eines ständigen Seelsorgers für sie. 1710 wurde ein Privathaus außerhalb der Stadt in eine Kapelle umgewandelt, die unter den Schutz der Apostel Petrus und Paulus gestellt und 1711 von Agostino Steffani geweiht wurde. Hundert Jahre später wurde der Bau der repräsentativen Kirche ins Auge gefasst. Die Kirchweihe erfolgte 1838.
Der Entwurf der Ludwigskirche stammt von dem Lübecker Architekten Anton Spetzler. Die Türme wurden 1881 von Conrad Wilhelm Hase ergänzt. Zur selben Zeit erhielt die Kirche eine Ausmalung von Wilhelm Clausing, die später wieder entfernt wurde.
St. Ludwig war nach St. Clemens in Hannover und St. Michael in Göttingen die dritte katholische Pfarrkirche des neu umschriebenen Bistums Hildesheim außerhalb des ehemaligen Hochstifts und des einst kurmainzischen Eichsfelds. Ihr Pfarrsprengel reichte bis an die Nordsee.
Als Kirchenpatron wählte man Ludwig den Heiligen, König von Frankreich – eine Reverenz an König Ludwig I. von Bayern, der den Bau durch Geldmittel und eine Kollekte in Bayern gefördert hatte.

## Architektur und Ausstattung
St. Ludwig ist ein stilreiner Bau des Klassizismus. Einzig die erst 1881 auf den vorhandenen Sockeln vollendeten Türme zeigen Merkmale eines romantisierenden Historismus.
Der Kirchenraum ist eine dreischiffige Halle. Die Seitenschiffe sind flach gedeckt, während sich über dem Mittelschiff ein kassettiertes Tonnengewölbe erhebt, das von zwölf hohen, weißen, kannelierten Säulen getragen wird. Pastellrosa Wandstreifen und schmale Goldbänder setzen farbige Akzente.
Der Altarraum ist eine schmalere, nur wenig erhöhte Fortsetzung des Mittelschiffs mit flachem Wandabschluss, den die Tabernakelstele und darüber ein großer, an frühromanische Vorbilder erinnernder Crucifixus beherrschen. Davor stehen Altar und Ambo aus moderner Zeit.
Das halbrunde Dreifaltigkeitsfenster im Gewölbe des Altarraums und die Heiligenfenster der Seitenschiffe sind Werke des späten 19. Jahrhunderts.
Am 29. Juni 1986 wurde die Peter-und-Paul-Kapelle geweiht, die an die Südwestseite der Kirche angefügt ist und als Raum für stille Andacht und Werktagsgottesdienste dient. Ein barockes Altarretabel kontrastiert wirkungsvoll mit der zeitgenössischen Architektur und Ausstattung.
Am 1. November 2006 wurden die bis dahin selbständigen Pfarrgemeinden St. Ludwig sowie St. Hedwig in Celle, St. Raphael in Lachendorf, St. Marien in Nienhagen und St. Barbara in Wathlingen zur neuen Pfarrgemeinde St. Ludwig vereint.

## Orgel

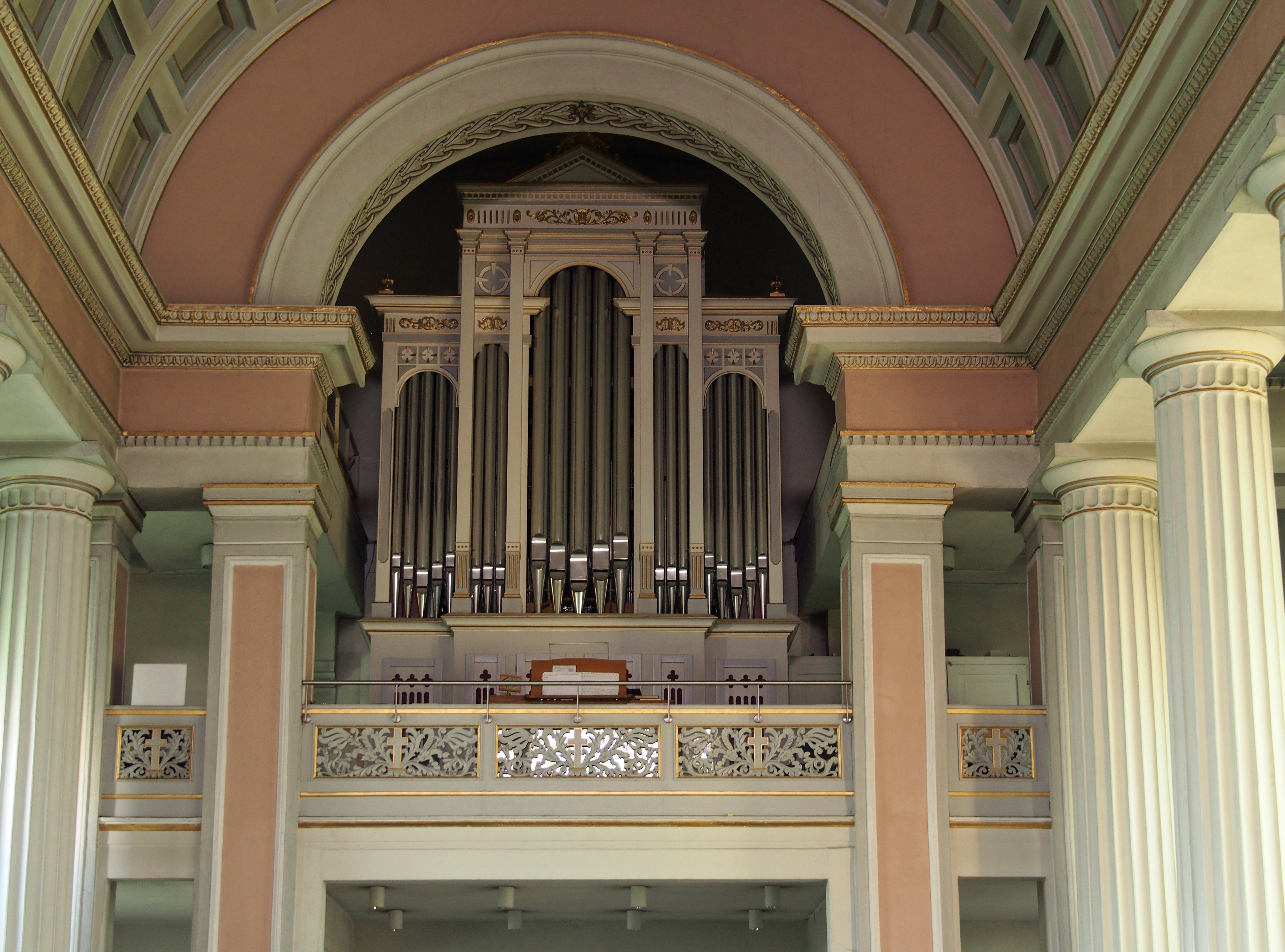
Orgel

Die Orgel der Ludwigskirche wurde 1998 durch die Orgelbaufirma Martin ter Haseborg (Südgeorgsfehn) neu erbaut. Als Vorlage diente die Disposition der ersten Orgel der Ludwigskirche von Carl Wilhelm und Eduard Meyer aus dem Jahr 1841, von der allerdings nur noch einige Register vorhanden waren, die in der neuen Orgel wiederverwendet sind. Auch der Prospekt wurde nach Fotografien der ersten Orgel rekonstruiert.
| I Hauptwerk C– |             |       |
| 1.             | Bordun      | 16′   |
| 2.             | Principal   | 8′    |
| 3.             | Gambe       | 8′    |
| 4.             | Rohrflöte   | 8′    |
| 5.             | Cornett V   | 8′    |
| 6.             | Octave      | 4′    |
| 7.             | Gemshorn    | 4′    |
| 8.             | Quinte      | 2 ⁄3′ |
| 9.             | Octave      | 2′    |
| 10.            | Mixtur IV–V |       |
| 11.            | Trompete    | 8′    |
|                | Tremulant   |       |

| II Schwellwerk C– |                 |        |
| 12.               | Geigenprincipal | 8′     |
| 13.               | Salicional      | 8′     |
| 14.               | Gedackt         | 8′     |
| 15.               | Vox coelestis   | 8′     |
| 16.               | Fugara          | 4′     |
| 17.               | Querflöte       | 4′     |
| 18.               | Nasard          | 2 ⁄3′  |
| 19.               | Flachflöte      | 2′     |
| 20.               | Terz            | 1 3⁄5′ |
| 21.               | Mixtur V        |        |
| 22.               | Fagott          | 16′    |
| 23.               | Oboe            | 8′     |
|                   | Tremulant       |        |

| Pedalwerk C– |                    |       |
| 24.          | Principal          | 16′   |
| 25.          | Bordun (aus Nr. 1) | 16′   |
| 26.          | Octave             | 8′    |
| 27.          | Gedackt            | 8′    |
| 28.          | Octave             | 4′    |
| 29.          | Quinte             | 2 ⁄3′ |
| 30.          | Octave             | 2′    |
| 31.          | Posaune            | 16′   |
| 32.          | Trompete           | 8′    |

- Koppeln:
  - Normalkoppeln: II/I, I/P, II/P
  - Suboktavkoppeln: II/II, II/I